# Talamasca
Talamasca Caste (talamaska) je izmišljeno tajno drušvo u djelima Anne Rice.
Opisan je kao centar za paranormalne studije u Londonu rijetko spominjan u povijesti i na zlu glasu zbog iskorištavanja medija, spomenut u filmu Queen of the Damned (Kraljica prokletih).